# Telamonia borreyi
Telamonia borreyi là một loài nhện trong họ Salticidae.
Loài này thuộc chi Telamonia. Telamonia borreyi được Lucien Berland & Millot miêu tả năm 1941.